# Südberlin Maskulin
Südberlin Maskulin ist ein Kollaboalbum der Berliner Rapper Fler und Godsilla. Ersterer tritt dabei unter dem Pseudonym Frank White auf. Das Album erschien am 29. August 2008 als Standard- und Premium-Edition über das Label Aggro Berlin. Der Name ist eine Anlehnung an Westberlin Maskulin.
Im Jahr 2012 erschien ein Nachfolge-Album mit dem Titel Südberlin Maskulin II.

## Inhalt
Inhaltlich ist das Album stark an den Style der Carlo Cokxxx Nutten-Alben von Fler und Bushido angelehnt. Somit sind größtenteils typische Gangsta-Rap-Songs enthalten (z. B. Bizz Action Drive, Alqaida auf Deutsch, Maskulin Maskulin). Etwas Abwechslung wird durch nachdenkliche Lieder wie Zu oft und Ghetto im Kopf erzeugt.

## Produktion
Die Beats, die größtenteils von Djorkaeff produziert wurden, sind fast immer mit düsteren Melodien kombiniert. Bei manchen Liedern sind Zeilen älterer Songs eingescratcht (z. B. Zunami Business, Comeback). Beatzarre assistierte bei drei Produktionen.

## Covergestaltung
Das Albumcover der Standard-Version zeigt Fler, vor einer grauen Wand stehend und dem Betrachter den Rücken zuwendend. Er trägt eine Jacke, auf der das Südberlin-Maskulin-Logo abgebildet ist. Darüber steht der Schriftzug Frank White & Godsilla. Flers Hände sind mit Handschellen gefesselt.
Auf der Premium-Version ist lediglich das Südberlin-Maskulin-Logo vor einer grauen Wand abgebildet, welches aus der Seitenansicht eines muskulösen Mannes vor einem angedeuteten roten Sägeblatt sowie den schwarzen Schriftzügen Südberlin (darüber) und Maskulin (darunter) besteht. Darüber steht der Schriftzug Frank White & Godsilla.

## Gastbeiträge
| Professionelle Bewertungen | Professionelle Bewertungen |
| -------------------------- | -------------------------- |
| Kritiken                   |                            |
| Quelle                     | Bewertung                  |
| laut.de                    | [ 1 ]                      |
| rappers.in                 | [ 2 ]                      |

Neben den beiden Protagonisten treten auf acht Titeln des Albums auch andere Künstler in Erscheinung. So ist Beko beim Intro Erster Track zu hören und King Orgasmus One tritt als Orgi69 bei Bizz Action Drive auf. Die Rapperin She-Raw singt den Refrain von Glaub an Dich und Bass Sultan Hengzt rappt eine Strophe bei Maskulin Maskulin. Flers damaliger Labelkollege Sido ist zusammen mit Ozan auf Schlaflos zu hören. Letzterer hat außerdem einen Gastbeitrag bei Ghetto im Kopf. Die Berliner Rapper Frauenarzt und Reason unterstützen Fler und Godsilla auf Mehr Kohle. Außerdem ist Sera Finale bei Wie Du mir so ich Dir zu hören.

## Titelliste
| #   | Titel                          | Gastmusiker        | Produzent             | Länge |
| --- | ------------------------------ | ------------------ | --------------------- | ----- |
| 1.  | Erster Track (Intro)           |                    | Djorkaeff             | 2:27  |
| 2.  | Dein Leben                     |                    | Djorkaeff             | 2:41  |
| 3.  | Vater Unser                    |                    | Djorkaeff             | 3:13  |
| 4.  | Skit 1                         |                    |                       | 0:43  |
| 5.  | Ich bin ein Rapper             |                    | Djorkaeff             | 3:24  |
| 6.  | Bizz Action Drive              | Orgi69             | Djorkaeff             | 3:52  |
| 7.  | Glaub an Dich                  | She-Raw            | Djorkaeff & Beatzarre | 4:14  |
| 8.  | Was los ?!?                    |                    | Djorkaeff             | 3:12  |
| 9.  | Auf der Straße                 |                    | Djorkaeff             | 3:06  |
| 10. | Wenn der Beat nicht mehr läuft |                    | Djorkaeff             | 2:46  |
| 11. | Unsere Zeit                    |                    | Djorkaeff             | 2:46  |
| 12. | Alqaida auf Deutsch            |                    | Djorkaeff             | 2:38  |
| 13. | Skit 2                         |                    |                       | 0:43  |
| 14. | Zunami Business                |                    | Djorkaeff & Beatzarre | 3:09  |
| 15. | Schlaflos                      | Sido und Ozan      | Djorkaeff             | 4:10  |
| 16. | Maskulin Maskulin              | Bass Sultan Hengzt | Djorkaeff             | 3:32  |
| 17. | Zu oft                         |                    | Djorkaeff             | 3:25  |
| 18. | Seit MTV                       |                    | Djorkaeff & Beatzarre | 3:14  |
| 19. | Letzter Track (Deine Frau)     |                    | Djorkaeff             | 2:58  |

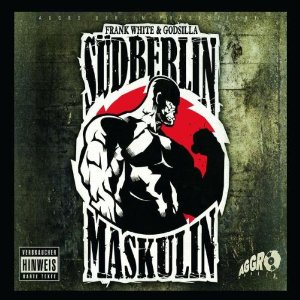
Cover der Premium Edition

+ Aggro TV Media Player / SBM Spezial
| #  | Titel                    | Gastmusiker           | Produzent | Länge |
| -- | ------------------------ | --------------------- | --------- | ----- |
| 1. | Ghetto im Kopf           | Ozan                  | Djorkaeff | 3:35  |
| 2. | Nacht und Nebel Aktion 2 |                       | Djorkaeff | 3:36  |
| 3. | Comeback                 |                       | Djorkaeff | 3:01  |
| 4. | Mehr Kohle               | Frauenarzt und Reason | Djorkaeff | 4:27  |
| 5. | Wie Du mir so ich Dir    | Sera Finale           | Djorkaeff | 3:23  |
| 6. | Jeden Tag                |                       | Djorkaeff | 3:05  |

Die exklusive Downstairs-Edition enthält zusätzlich eine 35-minütige DVD.

## Chartplatzierungen und Singles
Südberlin Maskulin stieg auf Platz 22 in die deutschen Charts ein und konnte sich drei Wochen in den Top 100 halten. Als einzige Single wurde Ich bin ein Rapper digital veröffentlicht, welche sich allerdings nicht in den Charts platzieren konnte. Außerdem wurde zu Wenn der Beat nicht mehr läuft ein Videoclip gedreht.